# En attendant le déluge
Pour plus de détails, voir Fiche technique et Distribution.
En attendant le déluge est un film français réalisé par Damien Odoul, sorti le 23 février 2005.

## Synopsis
Un vieil aristocrate ruiné dans son château délabré, vient d’apprendre qu’il va bientôt mourir. Les jours et les nuits passent. L'aristocrate annonce sa décision d’inviter une troupe de théâtre au château, dans le but d’égayer ses derniers jours avec une pièce inspirée du mythe de Dionysos.

## Fiche technique
- Titre : En attendant le déluge
- Réalisation : Damien Odoul
- Scénario : Damien Odoul
- Musique : Éric Daubresse et Jean Holtzmann
- Photographie : Patrick Ghiringhelli et Damien Odoul
- Montage : Gwenola Heaulme
- Production : Damien Odoul
- Société de production : Damien Odoul Films et Yo Yo Prod
- Société de distribution : Ciné Classic (France)
- Pays :  France
- Genre : drame
- Durée : 81 minutes
- Dates de sortie : 
  - France : 18 mai 2004 (Festival de Cannes), 23 février 2005

## Distribution
- Pierre Richard : Jean-René
- Anna Mouglalis : Milena
- Damien Odoul : Yves
- Eugène Durif : le directeur
- Ingrid Astier : Ingrid
- Antoine Lacomblez : Antoine
- Valérie Bert : Lola
- Stéphane Terpereau : Pipo